# Twierdzenie Rademachera
Twierdzenia Rademachera – twierdzenie mówiące o różniczkowalności prawie wszędzie funkcji wielu zmiennych, spełniających warunek Lipschitza. Twierdzenie zostało po raz pierwszy sformułowane i udowodnione w 1919.

## Twierdzenie
Jeżeli funkcja {\displaystyle f\colon U\to \mathbf {R} } spełnia w zbiorze otwartym {\displaystyle U\subseteq \mathbf {R} ^{n}} warunek Lipschitza
ze stałą {\displaystyle M>0}
{\displaystyle |f(x)-f(y)|\leqslant M\|x-y\|\quad {\text{dla}}\quad x,y\in U,}
to posiada różniczkę prawie wszędzie w {\displaystyle U.}